# 6640 Falorni
6640 Falorni هو كويكب، يقع ضمن حزام الكويكبات. اكتشف في 24 فبراير 1990.

## روابط خارجية
- 6640 Falorni في قاعدة بيانات مختبر الدفع النفاث لأجرام النظام الشمسي الصغيرة

- الاكتشاف · مخطط المدار ·  العناصر المدارية · المعلمات المادية

- 6640 Falorni على موقع ويكي سكاي: DSS2, SDSS, GALEX, IRAS, Hydrogen α, X-Ray, Astrophoto, Sky Map, Articles and images